# かさおか古代の丘スポーツ公園野球場

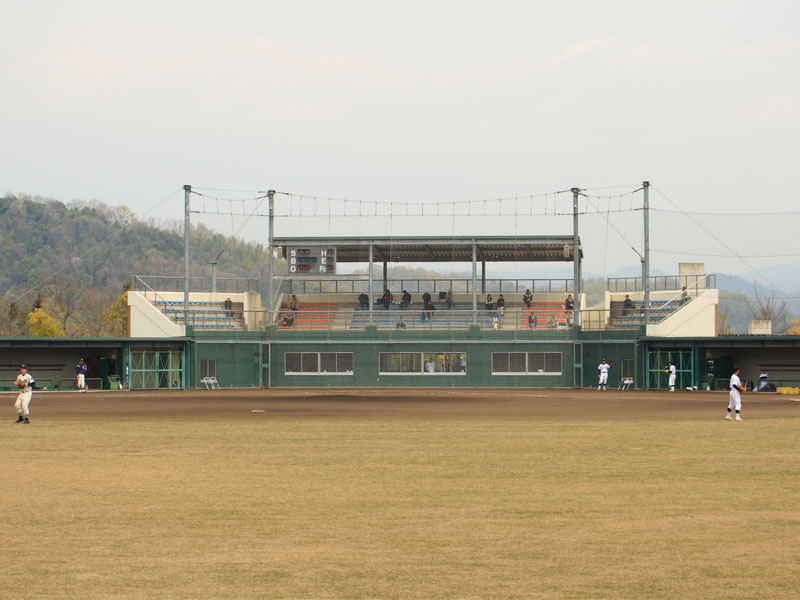
外野側から

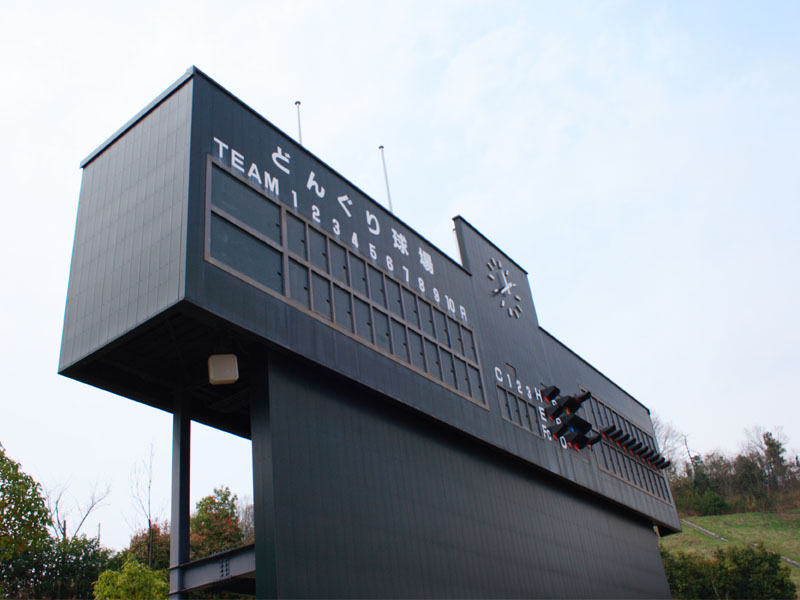
スコアボード

かさおか古代の丘スポーツ公園野球場（かさおかこだいのおかスポーツこうえんやきゅうじょう）は、岡山県笠岡市のかさおか古代の丘スポーツ公園内にある野球場。愛称 どんぐり球場。施設は笠岡市が所有している。
2021年5月15日に四国アイランドリーグplusの公式戦1試合（高知ファイティングドッグス対愛媛マンダリンパイレーツ、高知主催）が開催された。この試合は地元出身の藤井皓哉の「凱旋試合」として企画され、藤井が先発して8回無失点で勝利投手となった。藤井は2021年オフにNPBに移籍したが、2022年7月にも、高知とソフトバンク3軍の定期交流戦2試合が開催された。2023年は7月に、高知主催の香川オリーブガイナーズ戦1試合が開催された。2024年は高知主催の対愛媛マンダリンパイレーツ戦1試合が予定されている。

## 施設概要
かさおか古代の丘スポーツ公園野球場（どんぐり球場）
- 両翼：92m、中堅：121m
- 内野：黒土、外野：天然芝
- 収容人数：バックネット裏椅子席286人、芝生席3,060m2
- 照明設備：なし
- スコアボード：手動式

## 交通
- 山陽自動車道・笠岡ICから車で約10分